# Elhan Kastrati
Elhan Kastrati (Krumë, 2 febbraio 1997) è un calciatore albanese, portiere dell'Eintracht Braunschweig e della nazionale albanese.

## Biografia
Anche suo fratello maggiore Resul è stato un calciatore.

## Carriera

### Club

#### Gli inizi
Cresciuto nei settori giovanili di Teuta e Pescara, dopo essersi affermato come uno dei migliori portieri del Campionato Primavera, il 14 luglio 2016 viene ceduto in prestito al Piacenza. Ha esordito tra i professionisti il 18 dicembre, nella partita di campionato persa per 1-0 contro il Prato, sostituendo al 51º minuto Andrea Razzitti e prendendo il posto dell'espulso Mirco Miori. Divenuto terzo portiere della squadra dopo l'ingaggio di Ivan Pelizzoli, torna al Pescara che il 27 gennaio 2017 lo cede, sempre a titolo temporaneo, al Teuta; il prestito viene confermato anche nella stagione successiva.

#### Ritorno al Pescara
Terminata l'esperienza al Teuta, torna in Abruzzo dove diventa il vice di Vincenzo Fiorillo. Debutto con i biancazzurri alla seconda giornata il 2 settembre 2018 nel successo per 2-1 contro il Livorno, in cui risulta decisivo parando un rigore a Niccolò Giannetti al 35' sul risultato di 0-0. Gioca poi altre 3 gare nel mese di dicembre per rimpiazzare l'infortunato Fiorillo, per un totale di 4 partite giocate in stagione.
L'anno successivo, da metà ottobre, rileva il posto tra i pali dell'infortunato Fiorillo. Il 29 del mese stesso, si rende protagonista di un rigore parato a Francesco Forte in Juve Stabia-Pescara; tuttavia gli abruzzesi hanno poi perso la gara per 2-1.

#### Trapani e Cittadella
Dopo avere giocato complessivamente 11 partite in stagione col Pescara, il 29 gennaio 2020 viene ceduto a titolo definitivo al Trapani. Debutta il 3 marzo in occasione della vittoria per 4-1 contro la Virtus Entella, rimpiazzando (sin dall'inizio del match) l'infortunato Marco Carnesecchi.
Rimasto svincolato dopo i problemi societari dei siculi, il 13 ottobre 2020 firma con il Cittadella.
Dopo 5 anni trascorsi in Veneto decide di non rinnovare il contratto, l'8 agosto 2025 si accasa da svincolato ai tedeschi dell'Eintracht Braunschweig, firmando un contratto valido fino al 2027.

### Nazionale
Dopo aver giocato con le varie rappresentative nazionali giovanili albanesi, viene convocato per la prima volta dall'Under-21 nel 2017, esordendo il 27 marzo, nell'amichevole vinta per 2-0 contro la Moldavia Under-21.
Nell'ottobre 2018 riceve la sua prima convocazione in nazionale maggiore rimpiazzando l'infortunato Alban Hoxha, senza tuttavia venire impiegato. Stessa sorte gli è toccata un mese più tardi.
Riesce ad esordire il 13 giugno 2022, nell'amichevole pareggiata 0-0 contro l'Estonia.

## Statistiche

### Presenze e reti nei club
Statistiche aggiornate al 13 maggio 2025.
| Stagione          | Squadra           | Campionato        | Campionato | Campionato | Coppe nazionali | Coppe nazionali | Coppe nazionali | Coppe continentali | Coppe continentali | Coppe continentali | Altre coppe | Altre coppe | Altre coppe | Totale | Totale |
| Stagione          | Squadra           | Comp              | Pres       | Reti       | Comp            | Pres            | Reti            | Comp               | Pres               | Reti               | Comp        | Pres        | Reti        | Pres   | Reti   |
| ----------------- | ----------------- | ----------------- | ---------- | ---------- | --------------- | --------------- | --------------- | ------------------ | ------------------ | ------------------ | ----------- | ----------- | ----------- | ------ | ------ |
| 2015-2016         | Pescara           | B                 | 0          | 0          | CI              | 0               | 0               | -                  | -                  | -                  | -           | -           | -           | 0      | 0      |
| 2016-gen. 2017    | Piacenza          | LP                | 1          | -1         | CI-LP           | 0               | 0               | -                  | -                  | -                  | -           | -           | -           | 1      | -1     |
| gen.-giu. 2017    | Teuta             | KS                | 13         | -9         | CA              | 1               | -1              | -                  | -                  | -                  | -           | -           | -           | 14     | -10    |
| 2017-2018         | Teuta             | KS                | 19         | -32        | CA              | 1               | -2              | -                  | -                  | -                  | -           | -           | -           | 20     | -34    |
| Totale Teuta      | Totale Teuta      | Totale Teuta      | 32         | -41        |                 | 2               | -3              |                    | -                  | -                  |             | -           | -           | 34     | -44    |
| 2018-2019         | Pescara           | B                 | 4          | -6         | CI              | 0               | 0               | -                  | -                  | -                  | -           | -           | -           | 4      | -6     |
| 2019-gen. 2020    | Pescara           | B                 | 11         | -14        | CI              | 0               | 0               | -                  | -                  | -                  | -           | -           | -           | 11     | -14    |
| Totale Pescara    | Totale Pescara    | Totale Pescara    | 15         | -20        |                 | 0               | 0               |                    | -                  | -                  |             | -           | -           | 15     | -20    |
| gen.-giu. 2020    | Trapani           | B                 | 2          | -2         | CI              | -               | -               | -                  | -                  | -                  | -           | -           | -           | 2      | -2     |
| 2020-2021         | Cittadella        | B                 | 19+5       | -13 + -4   | CI              | 1               | -2              | -                  | -                  | -                  | -           | -           | -           | 25     | -19    |
| 2021-2022         | Cittadella        | B                 | 32         | -31        | CI              | 1               | -1              | -                  | -                  | -                  | -           | -           | -           | 33     | -32    |
| 2022-2023         | Cittadella        | B                 | 36         | -42        | CI              | 1               | -2              | -                  | -                  | -                  | -           | -           | -           | 37     | -44    |
| 2023-2024         | Cittadella        | B                 | 35         | -44        | CI              | 1               | -1              | -                  | -                  | -                  | -           | -           | -           | 36     | -45    |
| 2024-2025         | Cittadella        | B                 | 29         | -42        | CI              | 1               | -2              | -                  | -                  | -                  | -           | -           | -           | 30     | -44    |
| Totale Cittadella | Totale Cittadella | Totale Cittadella | 151+5      | -172 + -4  |                 | 5               | -8              |                    | -                  | -                  |             | -           | -           | 161    | -184   |
| Totale carriera   | Totale carriera   | Totale carriera   | 201+5      | -236 + -4  |                 | 7               | -11             |                    | -                  | -                  |             | -           | -           | 213    | -251   |

### Cronologia presenze e reti in nazionale
| Cronologia completa delle presenze e delle reti in nazionale ― Albania | Cronologia completa delle presenze e delle reti in nazionale ― Albania | Cronologia completa delle presenze e delle reti in nazionale ― Albania | Cronologia completa delle presenze e delle reti in nazionale ― Albania | Cronologia completa delle presenze e delle reti in nazionale ― Albania | Cronologia completa delle presenze e delle reti in nazionale ― Albania | Cronologia completa delle presenze e delle reti in nazionale ― Albania | Cronologia completa delle presenze e delle reti in nazionale ― Albania |
| Data                                                                   | Città                                                                  | In casa                                                                | Risultato                                                              | Ospiti                                                                 | Competizione                                                           | Reti                                                                   | Note                                                                   |
| ---------------------------------------------------------------------- | ---------------------------------------------------------------------- | ---------------------------------------------------------------------- | ---------------------------------------------------------------------- | ---------------------------------------------------------------------- | ---------------------------------------------------------------------- | ---------------------------------------------------------------------- | ---------------------------------------------------------------------- |
| 13-6-2022                                                              | Tirana                                                                 | Albania                                                                | 0 – 0                                                                  | Estonia                                                                | Amichevole                                                             | -                                                                      | 46’                                                                    |
| 26-10-2022                                                             | Abu Dhabi                                                              | Arabia Saudita                                                         | 1 – 1                                                                  | Albania                                                                | Amichevole                                                             | -1                                                                     | 46’                                                                    |
| 21-3-2025                                                              | Londra                                                                 | Inghilterra                                                            | 2 – 0                                                                  | Albania                                                                | Qual. Mondiali 2026                                                    | -                                                                      | 82’                                                                    |
| Totale                                                                 |                                                                        | Presenze (327º posto)                                                  | 3                                                                      |                                                                        | Reti                                                                   | -1                                                                     |                                                                        |

| Cronologia completa delle presenze e delle reti in nazionale ― Albania under 21 | Cronologia completa delle presenze e delle reti in nazionale ― Albania under 21 | Cronologia completa delle presenze e delle reti in nazionale ― Albania under 21 | Cronologia completa delle presenze e delle reti in nazionale ― Albania under 21 | Cronologia completa delle presenze e delle reti in nazionale ― Albania under 21 | Cronologia completa delle presenze e delle reti in nazionale ― Albania under 21 | Cronologia completa delle presenze e delle reti in nazionale ― Albania under 21 | Cronologia completa delle presenze e delle reti in nazionale ― Albania under 21 |
| Data                                                                            | Città                                                                           | In casa                                                                         | Risultato                                                                       | Ospiti                                                                          | Competizione                                                                    | Reti                                                                            | Note                                                                            |
| ------------------------------------------------------------------------------- | ------------------------------------------------------------------------------- | ------------------------------------------------------------------------------- | ------------------------------------------------------------------------------- | ------------------------------------------------------------------------------- | ------------------------------------------------------------------------------- | ------------------------------------------------------------------------------- | ------------------------------------------------------------------------------- |
| 27-3-2017                                                                       | Tirana                                                                          | Albania under 21                                                                | 2 – 0                                                                           | Moldavia under 21                                                               | Amichevole                                                                      | -                                                                               |                                                                                 |
| 5-6-2017                                                                        | Tirana                                                                          | Albania under 21                                                                | 0 – 3                                                                           | Francia under 21                                                                | Amichevole                                                                      | -                                                                               | 69’                                                                             |
| 27-3-2018                                                                       | Žilina                                                                          | Slovacchia under 21                                                             | 4 – 1                                                                           | Albania under 21                                                                | Qual. Europeo Under-21 2019                                                     | -4                                                                              |                                                                                 |
| 5-6-2018                                                                        | Elbasan                                                                         | Albania under 21                                                                | 3 – 2                                                                           | Bielorussia under 21                                                            | Amichevole                                                                      | -2                                                                              | 90+3’                                                                           |
| 11-10-2018                                                                      | Tirana                                                                          | Albania under 21                                                                | 0 – 1                                                                           | Spagna under 21                                                                 | Qual. Europeo Under-21 2019                                                     | -1                                                                              | 75’                                                                             |
| 16-10-2018                                                                      | Pärnu                                                                           | Estonia under 21                                                                | 2 – 2                                                                           | Albania under 21                                                                | Qual. Europeo Under-21 2019                                                     | -2                                                                              |                                                                                 |
| Totale                                                                          |                                                                                 | Presenze                                                                        | 6                                                                               |                                                                                 | Reti                                                                            | -9                                                                              |                                                                                 |